# 수덕역 (순천)
수덕역(Sudeok station, 水德驛)은 전라남도 순천시 별량면에 위치했던 경전선의 폐지된 역이다. 현재는 역이 있던 자리에 건널목이 생겨서, 흔적이 거의 남아있지 않다.

## 역사
- 1932년 11월 1일 : 무배치간이역으로 영업 개시[2]
- 1944년 6월 15일 : 폐역[3]
- 1958년 5월 21일 : 무배치간이역으로 영업 재개[4]
- 1967년 9월 1일 : 을종승차권 대매소로 지정[5]
- 1974년 12월 6일 : 폐역[6]